# Städtisches Krankenhaus Stettin

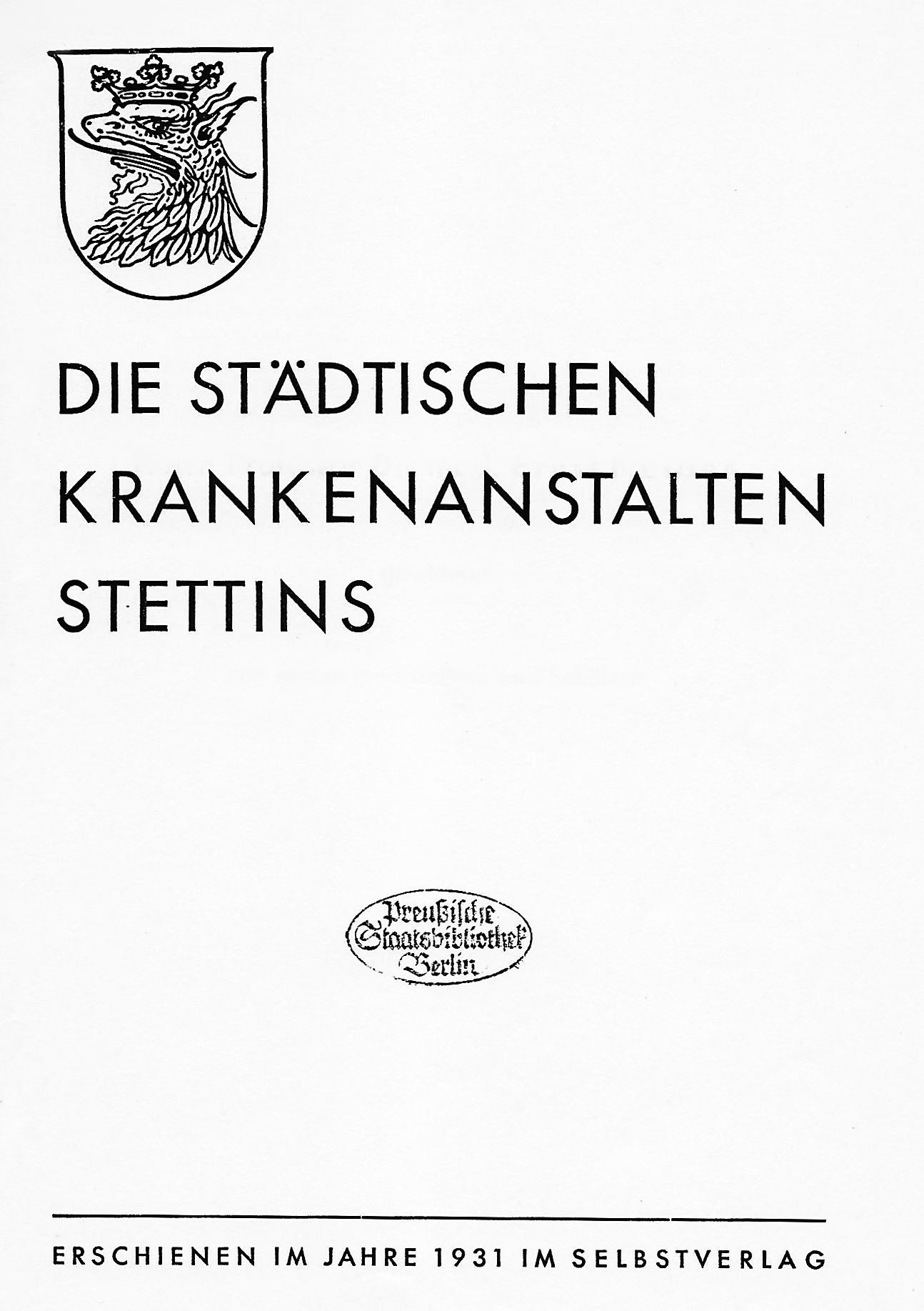
Die Städtischen Krankenanstalten Stettins (1931)

Das Städtische Krankenhaus Stettin war von 1879 bis 1945 das Hauptkrankenhaus in der Stadt Stettin.

## Geschichte
1870 beauftragte die Stettiner Stadtverwaltung das besonders im Krankenhausbau renommierte Berliner Architekturbüro von Martin Gropius und Heino Schmieden mit der Planung eines neuen Krankenhauses. Auf einer Anhöhe im Stadtteil Pommerensdorf am Westufer der Oder wurde die Anlage nach ihren Entwürfen ab 1877 gebaut. Zu gleicher Zeit entstand ebenfalls nach Entwurf von Gropius und Schmieden die Städtische Krankenanstalt Wiesbaden, Vorbild für beide Häuser war das Berliner Krankenhaus Friedrichshain.
Auf einem 46.550 m² großen Grundstück umfasste das im Pavillonsystem errichtete Krankenhaus 20 einzelne Gebäude, darunter eines für psychisch Kranke und einen Pavillon für Infektionskranke. Zu den Nebenanlagen gehörten Stallungen, Remise und Werkstätten. Die Baukosten beliefen sich auf 961.000 Mark. Am 2. Januar 1879 ging das Haus mit 353 Betten in Betrieb. Es galt als mustergültig. Erster Ärztlicher Direktor war der Chirurg Georg Wegner (1843–1917), ein Schüler von Rudolf Virchow und Bernhard von Langenbeck. 1919 wurde eine urologische Abteilung eröffnet. Mit der wachsenden Bevölkerung Stettins wurde das Haus mehrfach erweitert und modernisiert. 1937 hatte es 1004 Betten. In beiden Weltkriegen waren Lazarette im Gebäude untergebracht. Das Krankenhaus wurde erstmals im April 1943 von Bomben getroffen und durch die zahlreichen weiteren britischen Luftangriffe auf Stettin zum Teil zerstört.

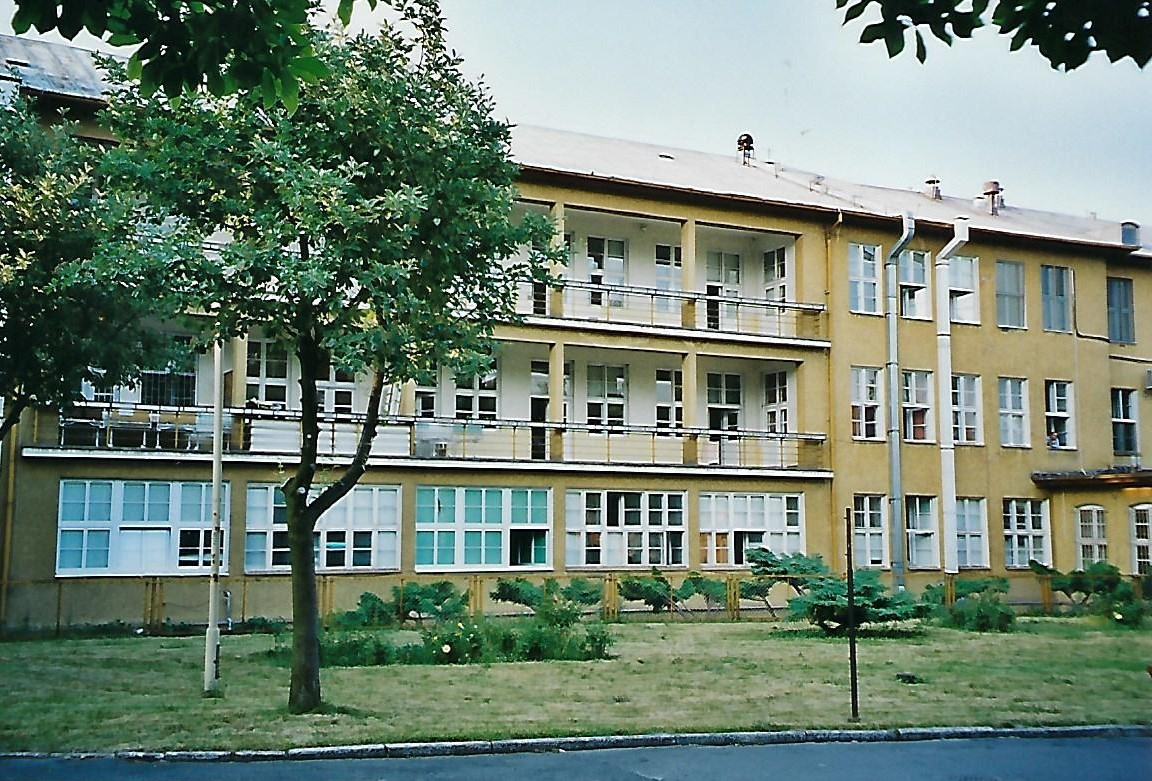
Urologie im Erdgeschoss

Leitende Ärzte waren unter anderem die Chirurgen Wilhelm Schultze, Karl August Schuchardt und Karl Vogeler und die Internisten Ernst Neißer und Karl Eimer. Pommerns Pioniere der Urologie waren Felix Hagen (1880–1962) und Alfons Wojewski. Alfred Gottschalk leitete das Labor.
Die Volksrepublik Polen errichtete 1948 die Pommersche Medizinische Universität Stettin.